# Perinde ac cadaver

L'emblema della Compagnia di Gesù

Perinde ac cadaver è una locuzione latina che, tradotta letteralmente, significa "allo stesso modo di un cadavere".

## Contesto storico
Sant'Ignazio di Loyola pretese per gli appartenenti all'ordine religioso da lui fondato, quello della Compagnia di Gesù, un'obbedienza docile. Nelle Costituzioni della Compagnia di Gesù, al paragrafo 547, Sant'Ignazio prescrive: « [...] facciamo quanto ci sarà comandato con molta prontezza, gaudio spirituale e perseveranza, persuadendoci che tutto ciò è giusto, e rinnegando con cieca obbedienza ogni parere e giudizio personale in contrario, in tutte le cose che il superiore ordina... Persuasi come siamo che chiunque vive sotto l'obbedienza si deve lasciar portare e reggere dalla Provvidenza, per mezzo del superiore, come se fosse un corpo morto ("perinde ac cadaver"), che si fa portare dovunque e trattare come più piace».
Si noti che talvolta, nella pubblicistica o nella cultura popolare, l'espressione viene interpretata come "[obbedienti] fino alla morte"; in realtà questa traduzione non è rispettosa né del lessico latino (perinde ac introduce una comparazione, non un limite, un termine, come usque ad), né della spiritualità ignaziana (Ignazio in questo passaggio sottolineava la totale disponibilità del gesuita ad ogni comando ricevuto dai superiori, non la disponibilità al martirio).